# Mana (Gujana Francuska)
Mana – miasto i gmina w Gujanie Francuskiej; 6487 mieszkańców (2013). Przemysł spożywczy.

## Położenie

Gmina Mana na mapie Gujany Francuskiej

Miasto leży w Ameryce Południowej, na północnym zachodzie Gujany Francuskiej, nad brzegiem rzeki Mana, w pobliżu ujścia rzeki Maroni do oceanu. Gminę przebiegają góry Świętej Trójcy (Trinité) dochodzące do 636 metrów n.p.m. Na północy gminy rozciąga się wybrzeże Oceanu Atlantyckiego.
Do gminy Mana należy wioska Javouhey zaludniona głównie przez ludność Hmong, uciekinierów z Laosu.
Gminy sąsiadujące z Maną to: na wschodzie Iracoubo i Saint-Élie, na południu Saül i na zachodzie Saint-Laurent i Awala-Yalimapo.

## Toponim
Gmina nosi nazwę rzeki Mana, która przepływa przez jej terytorium.

## Historia
W 1826 roku, po nieudanej próbie zamieszkania w miejscu o nazwie Nouvelle-Angoulême, znacznie bardziej w górę rzeki Mana, Anna Maria Javouhey postanowiła osiedlić się tutaj wraz ze wspólnotą byłych niewolników i rozbudowywać miejscowość zamieszkiwaną dotychczas jedynie przez Indian.
W XIX wieku otwarto w Manie kolonię karną dla kobiet. Zamknięto ją na początku XX wieku.
W latach siedemdziesiątych grupa uciekinierów Hmong z Laosu zamieszkała w znajdującej się na terenie gminy Mana wiosce Javouhey. W roku 1990 gmina przyjęła grupę uchodźców wojennych z Surinamu.